# Valerija Nikolovska
Valerija Nikolovska, hrvatska rock i jazz pjevačica.
Profesionalno se glazbom bavi od 1987. godine. Glazbeno je iskustvo kalila u blues, soul, funk, acid jazz, house i gospel sastavima usmjerenja kao što su Delta, Blues Power, Telefon Blues Band, Songkillers, Mayales, Eddy & Dus i drugima. Surađivala s Josipom Lisac, Zdenkom Kovačiček, Meri Cetinić, Ivanom Kindl, Kristijanom Beluhanom, Matijom Dedićem, Elvisom Stanićem, Majkama i Dinom Dvornikom te s Jazz orkestrom HRT-a. Od 2008. je u triu LiVaDa.
Nastupila na 26. Brodskom glazbenom ljetu.
Odrasla u Kutjevu. Poznata po hitovima "Mogu i sama" i "Svima želim raj za sve" u suradnji s grupom Mayales. Osim s Mayalesima, surađivala je sa Songkillersima, Igorom Geržinom, Eddyjem i Dusom. Snimila je dva samostalna albuma "The Bright Side of the Blues" i "Open". Danas sa suprugom Viktorom Lipićem radi na projektu Trio LiVaDa, gdje sviraju jazz standarde s nepravilnim ritmovima i new soul, mješavinu soula, jazza, bluesa i funka.

## Nagrade
- Godine 1999. nominirana za diskografsku nagradu Porin u kategoriji najboljeg ženskog vokala.[1]
- Godine 2000. i 2001. osvojila nagradu Crni mačak za najbolji rock vokal.[3][1]
- Nagrada Donat fm.[2]